# Swale (rzeka)
Swale (ang. River Swale) – rzeka w północno-wschodniej Anglii, w hrabstwie North Yorkshire. Długość rzeki wynosi 100 km.
Rzeka rozpoczyna swój bieg u zbiegu potoków Birkdale Beck i Great Sleddale Beck, w Górach Pennińskich, na terenie parku narodowego Yorkshire Dales. Rzeka płynie w kierunku południowo-wschodnim, w górnym biegu doliną Swaledale, i uchodzi do rzeki Ure (kilka kilometrów w dół rzeki ta zmienia swoją nazwę na Ouse).
Główną miejscowością położoną nad rzeką jest miasto Richmond.